# کوماروم
کوماروم (به مجاری: Komárom) شهری در کوماروم-استرگوم در کشور مجارستان در کنار دانوب است. جمعیت این شهر ۱۸٫۸۱۳ نفر است. از نظر تاریخی کُمارنوی امروزی، «شهر قدیمی» در ساحل چپ دانوب در اسلواکی، به همراه کوماروم، «شهر جدید» در ساحل راست در مجارستان، یک واحد اداری بودند.